# The Biggest Reggae One Drop Anthems 2007
The Biggest Reggae One Drop Anthems 2007 – trzeci album z serii kompilacji The Biggest Reggae One Drop Anthems, wydany 25 września 2007 roku przez londyńską wytwórnię Greensleeves Records. 

## Lista utworów

### CD
1. Ray Darwin - "People's Choice"
2. Alborosie - "Rastafari Anthem"
3. Pressure - "Be Free"
4. Munga - "In Your Arms"
5. Beres Hammond & Buju Banton - "Do My Best"
6. Lutan Fyah - "Save The Juvenile"
7. Tarrus Riley - "Protect Yu Neck"
8. Pressure - "Love & Affection"
9. Tami Chynn - "Over & Over"
10. Nesbeth - "Board House"
11. Sizzla - "Really & Truly"
12. Warrior King - "Oh What A Feeling"
13. Mr. Easy - "Strangest Thing"
14. Chezidek - "Call Pon Dem"
15. Ginjah - "Music Alone"
16. Jah Cure - "Sunshine"
17. Jah Mali - "Roadblock"
18. Etana - "Roots"

### DVD
1. Ray Darwin - "People's Choice"
2. Lutan Fyah - "Save The Juvenile"
3. Pressure - "Love & Affection"
4. Tami Chynn - "Over & Over"
5. Nesbeth - "Board House"
6. Mr. Easy - "Strangest Thing"
7. Chezidek - "Call Pon Dem"
8. Ginjah - "Music Alone"
9. Etana - "Roots"
10. Alborosie - "The Story (Documentary)"